# James B. Ray

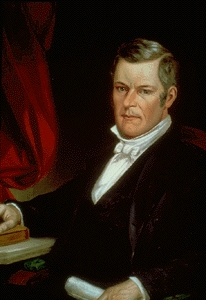
James B. Ray

James Brown Ray (* 19. Februar 1794 im Jefferson County, Kentucky; † 4. August 1848 in Cincinnati, Ohio) war ein US-amerikanischer Politiker und zwischen 1825 und 1831 der 4. Gouverneur des Bundesstaates Indiana.

## Frühe Jahre und politischer Aufstieg
Nach der Grundschule studierte Ray in Cincinnati Jura. Nach bestandenem Examen und seiner Zulassung als Rechtsanwalt zog er nach Brookville in Indiana, wo er als Jurist praktizierte. Ab 1821 war Ray in seiner neuen Heimat politisch aktiv. In diesem Jahr wurde er in das Repräsentantenhaus von Indiana gewählt. Zwischen 1822 und 1825 gehörte er dem Staatssenat an, dessen Präsident er zwischen 1824 und 1825 er wurde. In dieser Eigenschaft rückte er nach dem Rücktritt von Vizegouverneur Ratliff Boon in dessen Position als Stellvertreter des Gouverneurs auf; Boon hatte seinen Posten im Januar 1824 niedergelegt, um sich für einen Sitz im Kongress zu bewerben. Als dann am 12. Februar 1825 der amtierende Gouverneur William Hendricks ebenfalls zurücktrat, um einen Sitz im US-Senat zu übernehmen, stieg James Ray zum neuen Gouverneur von Indiana auf.

## Gouverneur von Indiana
Ray musste zunächst die Amtszeit seines Vorgängers beenden. Dann wurde er zweimal bei den Wahlen bestätigt, so dass er bis zum 7. Dezember 1831 als Gouverneur amtieren konnte. In dieser Zeit setzte er sich vor allem für den Auf- und Ausbau der Infrastruktur in Indiana ein. Das beinhaltete den Ausbau des Straßen- und Kanalsystems. Er begann aber auch den Grundstein des Eisenbahnzeitalters in Indiana zu legen. Die ersten Pläne einer Eisenbahn beschränkten sich noch auf das Gebiet rund um die Hauptstadt Indianapolis. Der Gouverneur schloss auch mit den noch in seinem Gebiet ansässigen Indianern Handelsverträge ab. Damals begann auch der industrielle Aufstieg Indianas. Gouverneur Ray setzte sich für die Armen und sozial Schwachen ein und ließ unter anderem Waisenhäuser errichten. Trotzdem musste er sich vor allem gegen Ende seiner Amtszeit mit einer starken Opposition in seinem Staat auseinandersetzen.
Über seine Parteizugehörigkeit gibt es in den Quellen unterschiedliche Angaben. Während die National Governors Association ihn als Mitglied der Demokratisch-Republikanischen Partei bezeichnet, wird er in anderen Quellen als Unabhängiger bezeichnet.

## Weiterer Lebenslauf
Nach Ablauf seiner Amtszeit gründete er eine Zeitung und zog sich aus der Politik zurück, nachdem er sich im Jahr 1836 erfolglos um einen Sitz im Kongress beworben hatte. Er starb im August 1848 in Cincinnati und wurde dort auch beigesetzt. James Ray war zweimal verheiratet und hatte insgesamt sieben Kinder.